# Montrichardia
Genre
Synonymes
Selon GBIF (26 avril 2022)
- Pleurospa Raf.

Montrichardia est un genre néotropical de plantes à fleurs hélophytes, de la famille des Araceae.
Originaire d'Amérique tropicale, on rencontre ce genre à Porto Rico, aux Antilles, au Bélize, au Costa Rica, au Guatemala, au Honduras, au Nicaragua, au Panama, en Colombie, au Pérou, au Venezuela, à Trinité-et-Tobago, au Guyana, au Suriname, en Guyane, et au Brésil.
Les espèces actuelles de Montrichardia sont diploïdes avec 2n = 48 chromosomes. 

## Espèces
- †Montrichardia aquatica Herrera  - fossiles du paléocène trouvés dans un environnement de forêt néotropicale - Cerrejón Formation (en) (Colombie)[3]
- Montrichardia arborescens (L.) Schott - Antilles, Belize, nord-ouest du Brésil, Colombie, Costa Rica, Guyane, Guatemala, Guyana, Honduras, Nicaragua, Panama, Pérou, Porto Rico, Suriname, Trinidad et Tobago, Venezuela
- Montrichardia linifera (Arruda) Schott - nord et est du Brésil, Venezuela, Colombie, Équateur, Pérou, Guyana, Suriname, Guyane